# Charles Sonibancke
Charles Sonibancke DD (1564 - 12 de outubro de 1638) foi um cónego de Windsor de 1598 a 1638.

## Carreira
Ele foi educado em St Mary Hall, Oxford e Christ Church, Oxford, onde se graduou BA em 1586, MA em 1589 e DD em 1607.
Ele foi nomeado:
- Oficial do Arcebispo de Canterbury 1596
- Reitor de Wrotham, Kent 1597
- Reitor de Wittenham, Berkshire 1597
- Reitor de Great Haseley, Oxfordshire 1610

Ele foi nomeado para a oitava bancada na Capela de São Jorge, Castelo de Windsor, em 1598, e manteve a canonaria até 1638.